# Remetinec (żupania varażdińska)
Remetinec – wieś w Chorwacji, w żupanii varażdińskiej, w mieście Novi Marof. W 2011 roku liczyła 1477 mieszkańców.